# 호소카와 유사이

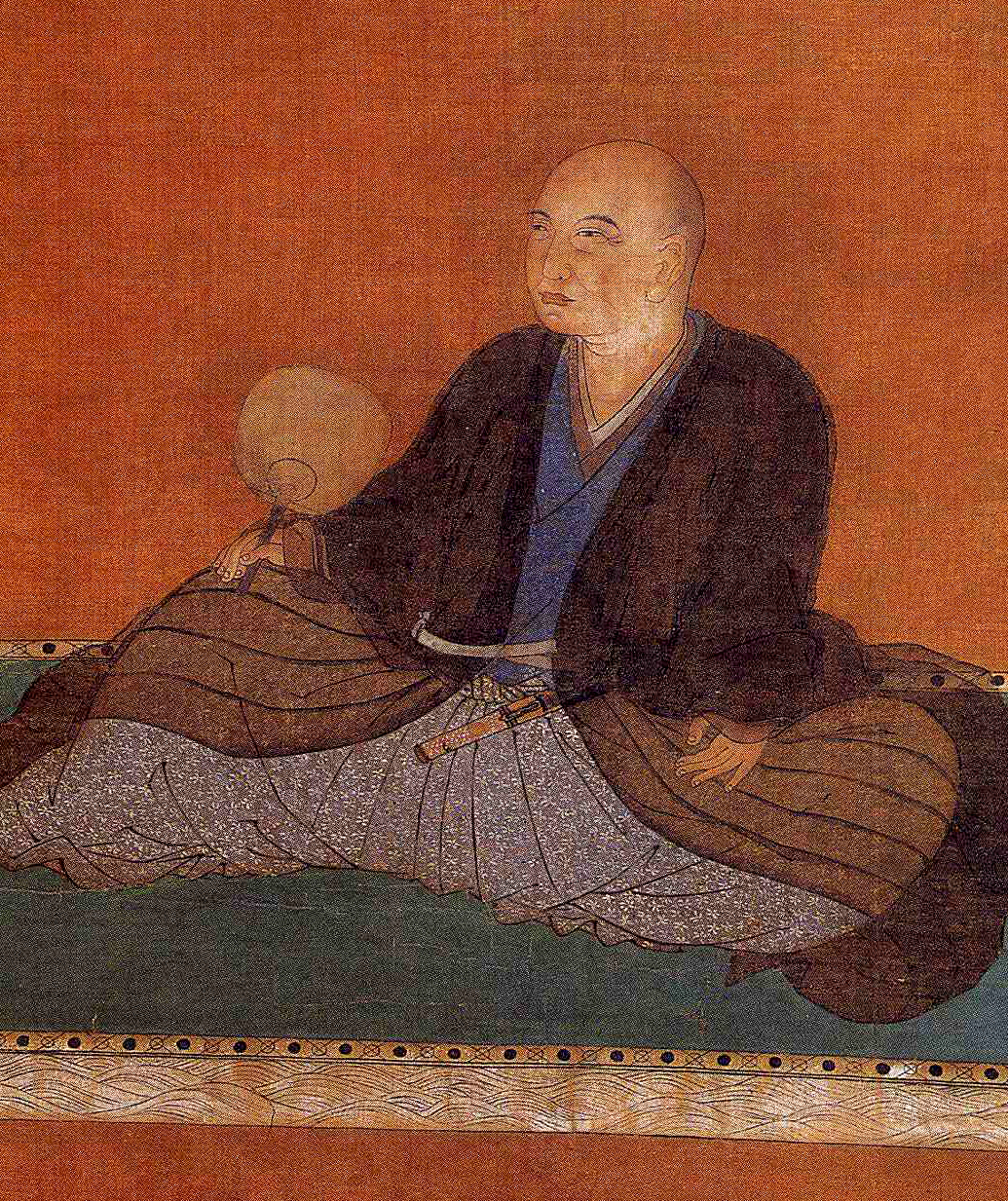
호소카와 유사이

호소카와 후지타카(일본어: 細川藤孝, 1536년 ~ 1610년)는 센고쿠 시대에 활약한 무장, 가인, 센고쿠 다이묘이다.
호는 유사이겐시(幽斎玄旨). 본명보다 호에서 따온 호소카와 유사이(細川 幽斎)라고 불리는 경우가 많다. 또한 한때 영지로 삼았던 나가오카(長岡)를 성으로 삼은 적이 있어서 나가오카 후지타카(長岡藤孝)라고도 불린다.
아시카가 쇼군가의 지파인 미쓰부치 가문 출신이다. 부친은 호코슈(奉公衆) 미쓰부치 하루카즈(三淵晴員), 모친은 유학·국학자 기요하라노 노부카타(清原宣賢)의 딸 지케이인(智慶院). 부친 하루카즈의 친형 이즈미 반국 슈고 호소카와 모토쓰네(細川元常)의 양자가 되었다. 부친 하루카즈는 무로마치 막부의 호코슈 미부치 하루쓰네(三渕晴経)의 양자였다.
처음에는 무로마치 막부 제 13대 쇼군 아시카가 요시테루(足利義輝)를 섬겼다. 1565년 요시테루가 에이로쿠의 변으로 암살당하자, 요시테루의 동생 아시카가 요시아키를 쇼군으로 옹립하는데 진력하여 쇼군의 측근으로 활약하였으나, 후에 오다 노부나가에게 신종하여 단고 미야즈(宮) 11만석의 다이묘가 되었다. 뒤에 도요토미 히데요시, 도쿠가와 이에야스를 차례로 섬기며 중용되어, 근세 호소카와씨(細川氏)의 시조가 되었다.
또한 후지와라노 사다이에(藤原定家)의 가도(歌道)를 전승받은 니조류(二条流)의 가도 전승자인 산조니시 사네키(三条西実枝)에게 고킨와카슈(古今和歌集)를 전수받아, 근세 가학의 집대성한 당대 일류의 문화인이기도 하였다.

## 같이 보기
- 호소카와씨